# Nesmy
Nesmy é uma comuna francesa na região administrativa da Pays de la Loire, no departamento de Vendéia. Estende-se por uma área de 25,42 km². Em 2010 a comuna tinha 2 943 habitantes (densidade: 115,8 hab./km²).